# Palacio de los duques de Medina Sidonia

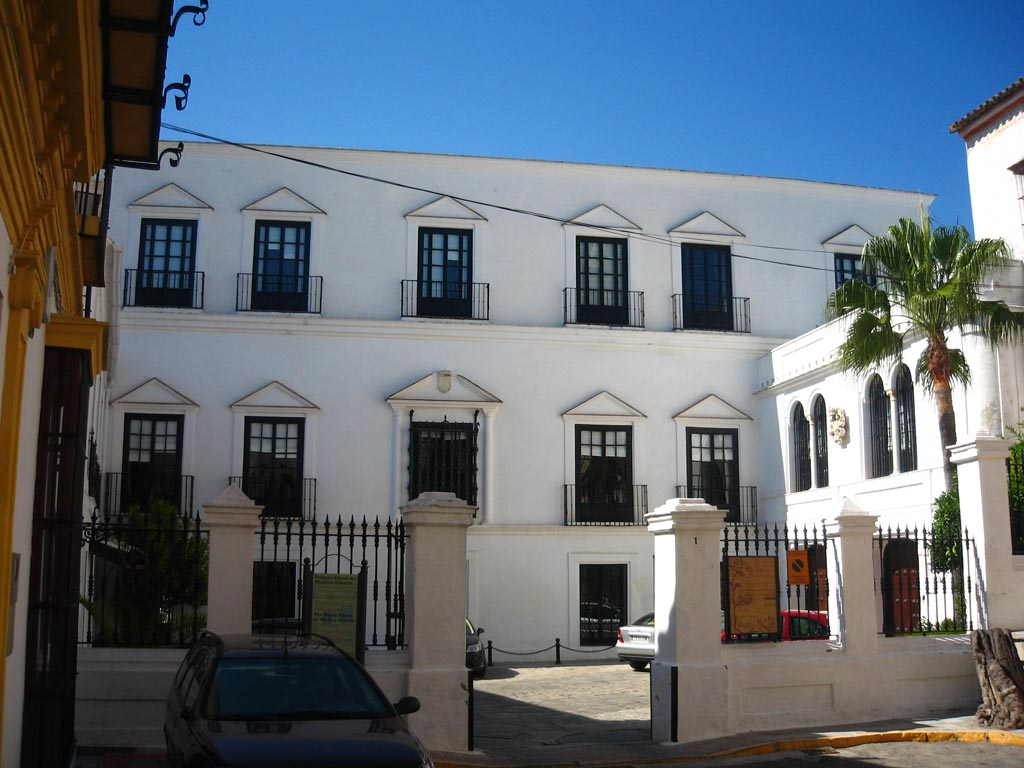
Fachada principal del palacio.

El palacio de los duques de Medina Sidonia está situado en la ciudad española de Sanlúcar de Barrameda, en la andaluza provincia de Cádiz. Forma parte del Conjunto histórico-artístico de Sanlúcar de Barrameda, declarado como tal 1973. El palacio fue declarado Monumento Histórico-Artístico el año 1978, junto con Las Covachas. En la actualidad es sede de la Fundación Casa Medina Sidonia.

## Historia
Fue construido en estilo renacentista por la casa de Medina Sidonia en el siglo XVI, sobre la estructura de lo que parece ser un antiguo ribat o alcázar andalusí del siglo XII. En él se situaba la antigua capilla palatina de los Medina Sidonia, fundada en 1493.
En su diseño y construcción intervinieron entre otros, Alonso de Vandelvira, Juan de Oviedo y Domenico Fontana, cuyos diseños se entremezclan con las líneas mudéjares de la antigua construcción. El jardín, rodeado de murallas medievales, fue diseñado por Giovanni Pannini, un paisajista italiano que combinó fuentes y estatuas con setos de boj. Además del jardín tiene un bosque de 5000 metros cuadrados.  

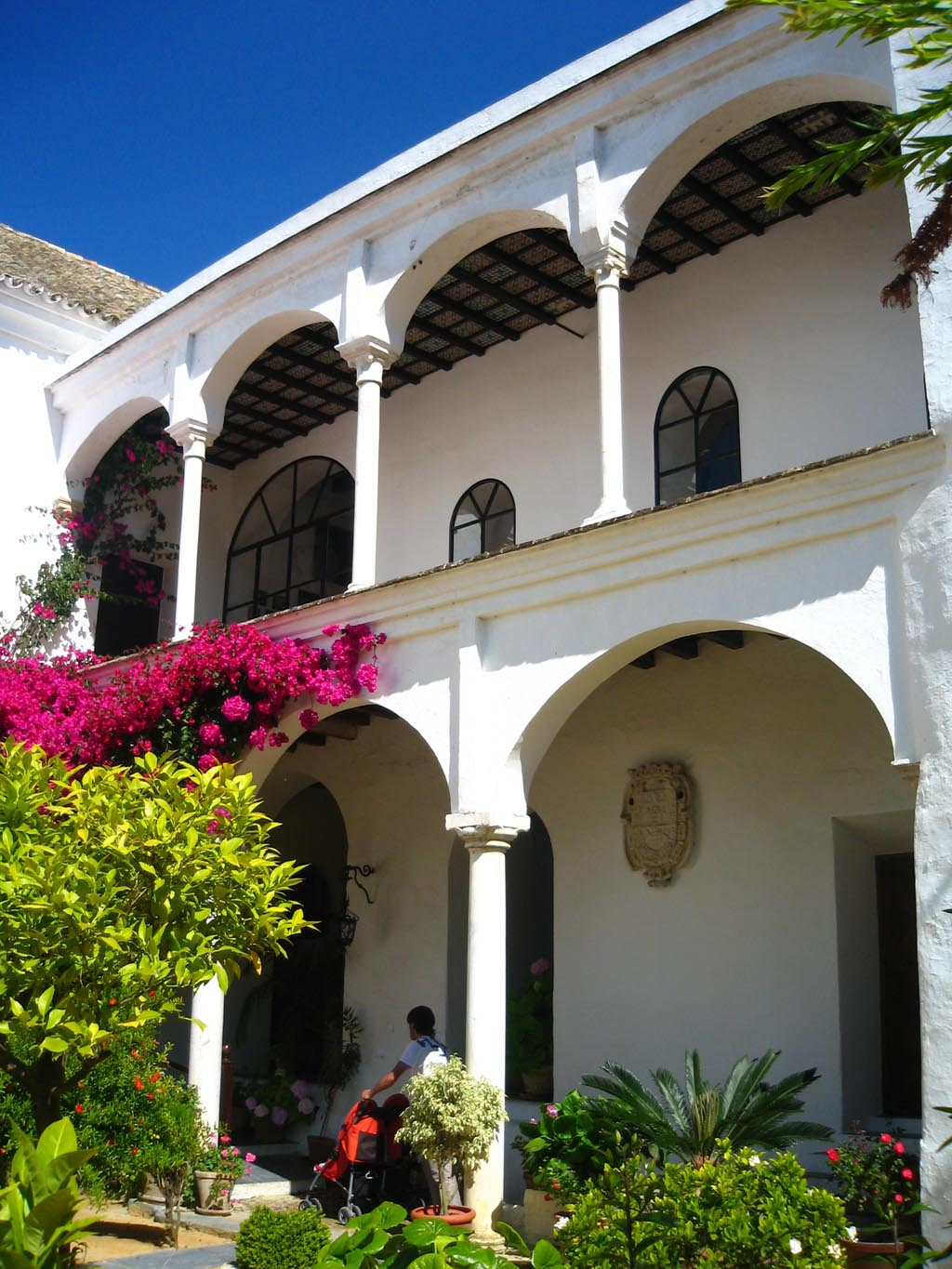
Vista interior del palacio.

En sus más de 4500 metros cuadrados edificados se conserva una importante colección de obras de arte propiedad de la casa ducal. Entre ellas destacan las pinturas de la escuela española del XVII (Pantoja de la Cruz, Murillo, Zurbarán, Juan de Roelas...), las obras de Goya, una importante colección de tapices flamencos y numeroso mobiliario de los siglos XVI al XX.

## Archivo
Mención especial merece el Archivo de la Casa, que por su tamaño y por la antigüedad e interés de sus documentos se considera uno de los archivos privados más importantes de Europa.
En la actualidad, existen una hospedería y una cafetería en parte del palacio. Una parte de sus jardines está abierta a la visita del público en general con entrada libre. El palacio puede ser recorrido por el público en visitas guiadas y de pago.
Un grupo de voluntarios que apoyan a la Fundación hacen de guías.
La Fundación Casa de Medina Sidonia fue creada por la duquesa de Medina Sidonia Luisa Isabel Álvarez de Toledo en 1990, recibiendo la donación, de parte de la duquesa, del palacio y su contenido, siendo misión de la Fundación la preservación del patrimonio donado y su divulgación.